# Chūka Ichiban!
Chūka Ichiban! (jap. 中華一番!) ist eine Mangaserie von Etsushi Ogawa, die 1995 bis 1999 in Japan erschien. Die Gourmet-Serie wurde als Animeserie adaptiert und später durch einen zweiten Manga und Anime fortgesetzt. International wurde die Serie auch als True Cooking Master Boy bekannt.

## Inhalt
In einem China, ähnlich dem des 19. Jahrhunderts, in dem große Köche miteinander wettstreiten und großen Einfluss und Macht haben, lebt der junge Koch Liu Mao Xing. Um das Restaurant seiner für ihre Kochkunst gerühmten Mutter übernehmen zu können, erlernt er die verschiedensten Kochkünstler, reist durch das Land und will den Ruhm seiner Mutter ebenbürtig werden. Dabei trifft er Freunde, aber auch Rivalen. Er wird oft begleitet von Meili, Tochter des Kochs Chouyu und dem ungestümen Jungen Zhi Lao (Shirō). Immer wieder trifft er auf Xi Er, einem Meister des Dim Sum, der ihm hilft aber auch Maos Rivale ist. Auch trifft Mao auf Li Wen (Leon). Er ist, wie andere Köche, gegen die Mao antritt, Teil der Koch-Unterwelt. Diese geheime Gesellschaft lehrt geheime Rezepte und Techniken und will mit ihrer Kochkunst Macht über das Land und seine Menschen ausüben. Mao kommt zunehmend mit der Unterwelt in Konflikt und auch seine Freunde werden hineingezogen. Durch sein Geschick und Gespür kann er aber die Koch-Wettkämpfe gegen die Vertreter der Unterwelt gewinnen. So auch gegen Li Wen, der danach ein Freund Maos wird.

## Veröffentlichung
Der Manga erschien von 1995 bis 1999 im Magazin Shōnen Magazine bei Kodansha. Der Verlag brachte die Kapitel auch gesammelt in 17 Bänden heraus. Eine chinesische Übersetzung erschien bei Tong Li Publishing.
Seit November 2917 erscheint im Magazine Pocket eine Fortsetzung vom gleichen Mangaka unter dem Titel Chūka Ichiban! Kiwami.

## Anime
Bei Nippon Animation entstand unter der Regie von Masami Anno eine Adaption des Mangas als Animeserie für das japanische Fernsehen. Das Charakterdesign stammt von Tsuneo Ninomiya und Yoshiyuki Kishi, die künstlerische Leitung lag bei Shigeru Morimoto. Die verantwortlichen Produzenten waren Madoka Takiyama und Shunichi Kosao. die insgesamt 52 Folgen mit je 23 Minuten Laufzeit wurden vom 27. April 1997 bis zum 13. September 1998 von Fuji TV ausgestrahlt. Später entstanden Übersetzungen ins Englische, Spanische und Tagalog.
2019 entstand eine zweite Animeserie zu Chūka Ichiban!, diesmal bei Production I.G. Regie führte Itsuro Kawasaki, der auch das Drehbuch schrieb. Das Charakterdesign entwarf Saki Hasegawa. Die 25 Minuten langen Folgen werden seit dem 11. Oktober 2019 von den Sendern MBS, TBS und BS-TBS in Japan ausgestrahlt sowie international von Crunchyroll per Streaming veröffentlicht, unter anderem mit deutschen und englischen Untertiteln.

### Synchronisation
| Rolle  | japanischer Sprecher (Seiyū) 1997 | japanischer Sprecher 2019 |
| ------ | --------------------------------- | ------------------------- |
| Mao    | Chika Sakamoto                    | Natsumi Fujiwara          |
| Shirō  | Mayumi Tanaka                     | Yukiyo Fujii              |
| Meili  | Satsuki Yukino                    | Ai Kayano                 |
| Chouyu | Akio Ohtsuka                      | Yoshimitsu Shimoyama      |
| Leon   | Nobutoshi Canna                   | Tomokazu Sugita           |

### Musik
Die Musik der ersten Serie wurde komponiert von Michihiko Ōta. Die Vorspannlieder sind:
- Sora (空) von Maki Ohguro
- Iki mo Dekinai (息もできない) von ZARD
- Kimi Sae Ireba (君さえいれば) von DEEN

Die Abspannlieder sind:
- Aoi Sora ni Deaeta (青い空に出逢えた) von Arisa Tsujio
- Mineral von Kaori Nanao
- Kaze no Yō ni Jiyū (風のように自由) von Keiko Utoku

Für die neue Serie von 2019 komponierte Jun Ichikawa die Musik. Die Vorspannlieder sind:
- Kōfukuron von Qaijff
- Tough Heart von Aika Kobayashi

Die Abspannlieder:
- Paradigm Shift von Brian the Sun
- Colors von Humbreaders